# المجنونة (فلم 1985)
المجنونة من تمثيل محمود عبد العزيز وإسعاد يونس إنتاج 1985, تدور أحداث الفيلم حول سيف الحديدى (محممود عبد العزيز) المذيع اللامع المرتبط بإحدى بنات الأسر الأرستقراطية (مها أبو عوف) والذي يقع في خضم أحداث مربكة من تخطيط إحدى المعجبات به.
قصة الفيلم مستوحاة من الفيلم الأمريكي اعرف ميستي من أجلي.

## موضوع الفيلم
تقوم سعاد (إسعاد يونس) الفتاة الفقيرة والتي وضعت سيف الحديدى المذيع كالشريك الوحيد لأحلامها المريضة، وبناء على ذلك بدأت مطاردة محمومة لسيف في كل الأماكن التي يتواجد فيها بالإضافة لمحاولة إفساد علاقته بخطيبته........
تستمر الأحداث حتى تٌقبل سعاد على احتجاز خطيبة سيف في فيلتها تحت تهديد سلاح أبيض ويصل سيف للفيلا محاولا إنهاء الموقف حيث تصل الأحداث للذروة بوصول ممرضيين من مستشفى الأمراض العقلية مع قوة من الشرطة ونجاحهم في السيطرة على سعاد واصطحابها في سيارة المستشفى.
تنتهى الأحداث بتعاطف خطيبة سيف مع سعاد التي أخذت تصرخ باسم سيف حتى النهاية.

## شارك في الفيلم
- عبد الله أحمد عبد الله
- بهجت قمر
- ليزا ماى
- بدرية السيد

## وصلات خارجية
- مقالات تستعمل روابط فنية بلا صلة مع ويكي بيانات
- موقع الفيلم على قاعدة بيانات الأفلام العربية